# Селивёрстова, Валентина Михайловна
Валентина Михайловна Селивёрстова (24 декабря 1926, Омск, Сибирский край — 12 мая 2014, Омск) — советская парашютистка, заслуженный мастер спорта СССР (1954), судья международной категории (1966). Пятикратная чемпионка мира (в 1954, 1964 и 1966 годах) и 11-кратная чемпионка СССР (с 1952 по 1965 год) в различных видах программы парашютного спорта.

## Биография
Родилась 24 декабря 1926 года в Омске.
Училась в авиационном техникуме. В 1944 году в возрасте 17 лет совершила свой первый прыжок с парашютом. До конца Великой Отечественной войны работала инструктором по парашютной подготовке десантников в Омском аэроклубе.
После окончания войны занималась парашютным спортом и продолжала работу в аэроклубе. Её включили в сборную Омской области, а затем и в сборную СССР
. С 1952 года член КПСС. Валентина Селивёрстова установила 49 мировых рекордов в парашютном спорте и стала первой в мире женщиной, кто совершил более 3000 прыжков с парашютом. Последний прыжок с парашютом она совершила в возрасте 70 лет. После окончания спортивной карьеры около 20 лет проработала в аэрокосмическом объединении «Полёт».
Похоронена на Старо-Восточном кладбище.

## Награды
- Орден Красной Звезды[3];
- Орден Трудового Красного Знамени (27.04.1957) — «за успехи, достигнутые в деле развития массового физкультурного движения в стране, повышения мастерства советских спортсменов, и успешное выступление на международных соревнованиях»
- Медаль «За трудовое отличие»[4].